# Língua tairuma
Tairuma, também conhecido como Uaripi devido à sua localização na cidade de mesmo nome, é uma =[Línguas Trans-Nova Guiné|Trans–Nova Guiné]] falada em Central Kerema Rural LLG, Gulf (província), Papua-Nova Guiné. por cerca de 4.500 pessoas. 